# Малышев, Юрий Михайлович
Юрий Михайлович Ма́лышев (11 апреля 1931; станица Новощербиновская; Северо-Кавказский край, ныне — Краснодарский край; РСФСР — 7 марта 2015, Уфа) — советский и российский учёный, специалист в области экономики нефтеперерабатывающей промышленности; педагог. Доктор экономических наук, профессор. Заслуженный деятель науки РСФСР и БАССР.

## Биография
- 1953 г. — окончил Саратовский экономический институт по специальности «Экономика промышленности»;
- 1953—1956 гг. — учился в аспирантуре при кафедре народнохозяйственного планирования СЭИ;
- 1956—1958 гг. — ассистент кафедры народнохозяйственного планирования СЭИ;
- 1958—1963 гг. — научный сотрудник Башкирского филиала АН СССР;
- 1959 г; — защитил диссертацию на соискание учёной степени кандидата экономических наук;
- 1962 г. — утверждён в ученом звании старшего научного сотрудника АН СССР по специальности «Экономика»;
- 1963 г. — перешёл на работу доцентом кафедры «Экономика, организация и планирование нефтяной промышленности» Уфимского нефтяного института;
- 1970 г. — защитил диссертацию на соискание учёной степени доктора экономических наук;
- 1972 г. — утверждён в ученом звании профессора;
- 1972 г. — избран заведующим кафедрой «Экономика, организация и планирование на предприятиях нефтеперерабатывающей и нефтехимической промышленности» УНИ;
- 1973 г. — назначен проректором Уфимского нефтяного института по учебной работе;
- 1986 г. — вновь избран заведующим кафедрой «Экономика, организация и планирование на предприятиях нефтеперерабатывающей и нефтехимической промышленности»;

С  2005 г. — профессор кафедры «Экономика, организация и управление на предприятиях нефтеперерабатывающей и нефтехимической промышленности» Уфимского государственного нефтяного технического университета (УГНТУ).

## Научная и педагогическая деятельность
Область научных интересов профессора Ю. М. Малышева: применение экономико-математических методов в планировании производственно-хозяйственной деятельности нефтеперерабатывающих предприятий, оценка экономической эффективности инвестиций в техническое совершенствование производства, новые методы хозяйствования, управление качеством продукции.
В 1960-е годы под руководством и при непосредственном участии Юрия Михайловича была проведена работа по разработке и внедрению экономико-математических методов в планировании производственно-хозяйственной деятельности нефтеперерабатывающих предприятий. В последующие годы профессор Ю. М. Малышев провёл крупные исследования в области теоретических и методических аспектов проблемы эффективности инвестиций. Разработанная Ю. М. Малышевым методика экономической оценки сроков строительства и освоения производственных мощностей была заслушана и получила одобрение в отделе перспективного планирования Госплана СССР и на Научном совете по эффективности основных фондов, капитальных вложений и новой техники АН СССР.
С участием профессора Ю. М. Малышева разработана методика оценки степени совершенства технологической структуры нефтеперерабатывающих предприятий, которая позволяет определять не просто меру технической сложности завода (индексы Нельсона), а именно уровень технического совершенства, проявляющийся в итоговом экономическом результате — росте прибыли и рентабельности производства. Применение данной методики даёт возможность определять технико-экономическую значимость каждого технологического процесса, наметить очередность их внедрения и наращивания применительно к особенностям каждого завода, оптимизировать потребность инвестиций. Ю. М. Малышевым совместно с сотрудниками кафедры были проведены работы по разработке и внедрению новых форм хозяйствования на промышленных предприятиях.
Долгие годы (1972—1987) являясь председателем Башкирского филиала Научного совета по эффективности капитальных вложений и основных фондов АН СССР, профессор Ю. М. Малышев внёс большой вклад в интеграцию научных исследований учёных Башкортостана в состав российской науки.
С 1966 г. Юрий Михайлович Малышев успешно занимается подготовкой научных кадров. За этот период 45 его аспирантов защитили диссертации на соискание учёной степени кандидата экономических наук. Четверо учеников Ю. М. Малышева стали докторами экономических наук. На протяжении 13 лет (с 1973 по 1986) профессор Малышев работал проректором УНИ по учебной работе. Член редакционной коллегии журнала «Экономика и Управление».

## Наиболее известные научные работы
Ю. М. Малышев является автором около 200 научных работ, в том числе 7 монографий. В соавторстве с сотрудниками кафедры им опубликовано в центральных издательствах 15 учебников и учебных пособий по экономике, организации и управлению предприятиями нефтяной, нефтеперерабатывающей и нефтехимической промышленности. Среди наиболее известных научных работ Ю. М. Малышева:
1. Экономика нефтяной и газовой промышленности : [Учебник для нефтяных техникумов] / Ю. М. Малышев, В. Е. Тищенко, В. Ф. Шматов. — М. : Недра, 1980;
2. Совершенствование активных методов обучения студентов : Тезисы докладов межвузовской научно-методической конференции / [Редкол.: Ю. М. Малышев (отв. ред.) и др.]. — Уфа : Башкирское книжное издательство, 1982;
3. Пути совершенствования управления качеством учебного процесса : Тезисы докладов межвузовской научно-методической конференции [2—3 февр. 1984 г. / Редкол.: Ю. М. Малышев (отв. ред.) и др.]. — Уфа : УНИ, 1984;
4. Планирование, организация и управление межсессионной работой студентов : Тезисы докладов межвузовской научно-методической конференции [27—29 янв. 1986 г. / Редкол.: Ю. М. Малышев (отв. ред.) и др.]. — Уфа : Башкирское книжное издательство, 1986;
5. Качественное совершенствование производственного аппарата отрасли : Прогноз, оценка результатов, планирование. : Учебное пособие / Е. С. Докучаев, А. Ф. Брюгеман, Ю. М. Малышев; Уфимский нефтяной институт. — Уфа : УНИ, 1987;
6. Экономика, организация и планирование производства на предприятиях (объединениях) нефтеперерабатывающей промышленности : [Учебник для средних специальных учебных заведений / Ю. М. Малышев, А. Ф. Брюгельман, А. Ф. Зимин и др. — М. : Химия, 1990;
7. Экономическая оценка в управлении качеством на нефтеперерабатывающем предприятии / А. Г. Кабилов, Н. Р. Сайфуллин, Р. Г. Нигматуллин и др. [под ред. Ю. М. Малышева]. — Уфа : УГНТУ, 1994;
8. Основные фонды : (Финансово-экономический аспект) : Учебное пособие / Ю. М. Малышев, А. Ф. Мансуров, Т. А. Мансурова; Министерство общего и профессионального образования РФ, Уфимский государственный нефтяной технический университет. — Уфа, УГНТУ, 1998.

## Признание
- 1998 — орден Дружбы;
- 1981 — заслуженный деятель науки РСФСР;
- 1977 — заслуженный деятель науки БАССР.

Ю. М. Малышев награждён Дипломом почёта ВДНХ СССР (за издание учебной литературы) и нагрудным знаком Министерства высшего и среднего специального образования СССР «За отличные успехи в работе».